# 李秀芬
李秀芬（1910年12月28日—1985年1月18日），字季郁。察哈爾省懷來縣人。民國37年（1948年）在察哈爾省選區當選第一屆立法委員

## 生平[1][2][3][4][5]
- 國立北平師範大學學士
- 美國史丹佛大學碩士
- 廣東勷勤大學教授
- 廣東省立文理學院教授
- 重慶中華女子職業學校校長
- 中國文化大學教授
- 淡江文理學院教授
- 逢甲工商學院教授
- 中央婦女工作會主任
- 民國74年1月18日病逝[6]